# Clásico Tapatío
Clásico Tapatío ist die Bezeichnung für das Stadtderby in der zweitgrößten mexikanischen Stadt Guadalajara zwischen dem 1906 gegründeten Club Deportivo Guadalajara, der meistens unter seinem Spitznamen Chivas bezeichnet wird, und dem zehn Jahre später ins Leben gerufenen Club Atlas. Weil beide Vereine Gründungsmitglieder der 1943 eingeführten mexikanischen Profiliga waren und noch immer in derselben vertreten sind, während mit Ausnahme des Club América einerseits die alten Traditionsvereine aus Mexiko-Stadt entweder nicht mehr im Profifußball vertreten sind oder den Standort gewechselt haben sowie andererseits die heute großen Stadtrivalen des Club América erst in den 1960er Jahren erstklassig geworden sind, gilt der Clásico Tapatío als das älteste und traditionsreichste Stadtderby im mexikanischen Fußball.

## Soziologische Unterschiede
In der Anfangszeit waren beide Vereine durch unterschiedliche Milieus gekennzeichnet: Atlas galt als Verein der Oberschicht und der Club Guadalajara als die Mannschaft des einfachen Volkes.
Obwohl Atlas traditionell mit der gehobenen Mittel- und Oberschicht aus der Metropolregion Guadalajara in Verbindung gebracht wird, kommt ein nicht unerheblicher Teil seiner jüngeren Fans aus der unteren Mittelschicht, von denen einige jedoch einen gesellschaftlichen Aufstieg anstreben. Gleichzeitig gibt es aber auch einen nicht unerheblichen Teil unter den jungen Fans von Atlas, der aus der gehobenen Mittelschicht stammt und in der Anhängerschaft von Chivas „die vulgäre Seite des mexikanischen Volkes“ sieht, die sich in der Vergangenheit eingerichtet hat und der Moderne widersetzt. Insgesamt eint den Anhang von Atlas, der räumlich kaum die Grenzen der Metropolregion Guadalajara zu durchbrechen vermag, nichts mehr als die emotionale Abneigung des landesweit populären Stadtrivalen und dieser Aspekt scheint auch eine der Hauptursachen für die latente Gewalttätigkeit zu sein, die nicht selten von der Atlas-Anhängerschaft ausgeht.
Das Hauptmerkmal, das die Chivas-Fans eint, ist ein ausgeprägtes nationales Identitätsgefühl in einer zunehmend globalisierten Welt. Für sie ist Chivas ein Verein, der die nationale Identität in den Vordergrund stellt und ein entsprechendes Zusammengehörigkeitsgefühl erzeugt.
Heute steht Chivas in erster Linie für einen „volkstümlichen mexikanischen Nationalismus“ und Atlas für einen „elitären und eher städtisch dominierten Oligarchismus“.

## Derbybilanz
Die folgende Bilanz befindet sich auf dem Stand Saisonende 2023/24:
| Wettbewerb               | Spiele | GDL | REM | ATL | Tore G | Tore A |
| Mexikanische Liga        | 158    | 59  | 53  | 46  | 238    | 204    |
| Liguilla                 | 012    | 03  | 05  | 04  | 014    | 013    |
| LIGA UND LIGUILLA        | 170    | 62  | 58  | 50  | 252    | 217    |
| Pokal                    | 022    | 09  | 06  | 07  | 034    | 034    |
| Liga Amateur de Jalisco1 | 044    | 22  | 07  | 14  | 092    | 076    |
| Pre Libertadores         | 01     | 0   | 01  | 0   | 02     | 02     |
| InterLiga                | 01     | 01  | 0   | 0   | 03     | 01     |
| OFFIZIELLE SPIELE        | 238    | 94  | 72  | 71  | 383    | 330    |

| Spiele: Spiele insgesamt        |
| GDL: Siege Chivas Guadalajara   |
| REM: Remis                      |
| ATL: Siege Atlas                |
| Tore G: Tore Chivas Guadalajara |
| Tore A: Tore Atlas              |

1Ein Ergebnis aus der Saison 1923/24 ist nicht mehr bekannt, so dass diese Begegnung nicht in die Wertung einfließen kann.

### Spielerrekorde in den Clásicos
Die Spieler mit den meisten Derbyeinsätzen sind auf Seiten des Club Guadalajara Juan Jasso (22) und auf Seiten des Club Atlas Jesús Aldrete (19).
Die meisten Tore im Derby erzielten Crescencio Gutiérrez und Salvador Reyes (jeweils 13) für den Club Guadalajara und Alfredo Torres (12) für den Club Atlas.

### Rekordergebnisse in den Clásicos
Der höchste Sieg in einem offiziellen Pflichtspiel des clásico tapatío datiert aus der Saison 1932/33 und endete mit 8:1 für den CD Guadalajara. Die höchsten Siege des CF Atlas endeten jeweils mit einem Vier-Tore-Vorsprung: ein 4:0 in der alten Liga Amateur de Jalisco (1919/20), ein 5:1 im Pokalwettbewerb (1964/65) sowie je ein 4:0 (1950/51) und ein 5:1 (1974/75) in der Primera División.
Das torreichste Spiel fand am 5. Dezember 1943 statt. Es war der allererste clásico tapatío in der Primera División und er endete mit einem 7:3-Sieg des CD Guadalajara. Das höchste Remis war ein 4:4 in der Saison 1933/34.

## Die Derbys in den Meisterschaften

### Liga Amateur de Jalisco
In der nachfolgenden Tabelle werden alle (bekannten) Ergebnisse zwischen beiden Kontrahenten in der Liga Amateur de Jalisco aufgelistet. In den meisten Spielzeiten wurden zwei Derbys ausgetragen, während es in einigen Jahren nur zu einer Auseinandersetzung kam. In der letzten Saison 1941/42 wurden sogar drei Derbys ausgetragen.
Die große Zeit des Club Atlas in der alten Amateurliga des Bundesstaates Jalisco waren die ersten Jahre nach der Vereinsgründung, als der Verein zwischen 1918 und 1921 vier Titel in Folge gewann. Später kam nur noch der Titelgewinn aus der Saison 1935/36 hinzu, so dass Atlas nur die dritterfolgreichste Mannschaft dieses Wettbewerbs war. Die anderen 17 Titel zwischen 1922 und 1939 wurden ausschließlich vom Club Guadalajara (10), der mit insgesamt 13 Erfolgen Rekordsieger dieses Turniers ist, und seinem damals größten Konkurrenten Nacional (7) gewonnen.
Die Darstellung der Ergebnisse erfolgt jeweils aus Sicht des Club Deportivo Guadalajara:
| Saison  | Ergebnisse                                  |
| ------- | ------------------------------------------- |
| 1916/17 | 1:2                                         |
| 1917/18 | Der CD Guadalajara trat nicht an.           |
| 1918/19 | 0:0                                         |
| 1919/20 | 0:4 und 1:2                                 |
| 1920/21 | 0:1 und 1:0                                 |
| 1921/22 | 2:1 und 0:0                                 |
| 1922/23 | 2:1 und 2:2                                 |
| 1923/24 | 0:3 (Ergebnis des zweiten Spiels unbekannt) |
| 1924/25 | 2:3 und 2:1                                 |
| 1925/26 | 1:1 und 0:3                                 |
| 1926/27 | 0:2 und 3:2                                 |
| 1927/28 | 3:0                                         |
| 1928/29 | 5:1                                         |
| 1929/30 | 1:1 und 2:1                                 |
| 1930/31 | 1:0                                         |
| 1931/32 | 0:1                                         |
| 1932/33 | 3:2 und 8:1                                 |
| 1933/34 | 2:3 und 4:4                                 |
| 1934/35 | 1:0 und 2:1                                 |
| 1935/36 | 2:3 und 3:2                                 |
| 1936/37 | 3:3                                         |
| 1937/38 | 4:3                                         |
| 1938/39 | 3:4 und 2:1                                 |
| 1939/40 | 4:1 und 1:3                                 |
| 1940/41 | 3:0 und 6:3                                 |
| 1941/42 | 3:1, 1:3 und 4:3                            |
| 1942/43 | 4:3 (Pokal)                                 |

### Mexikanische Profiliga

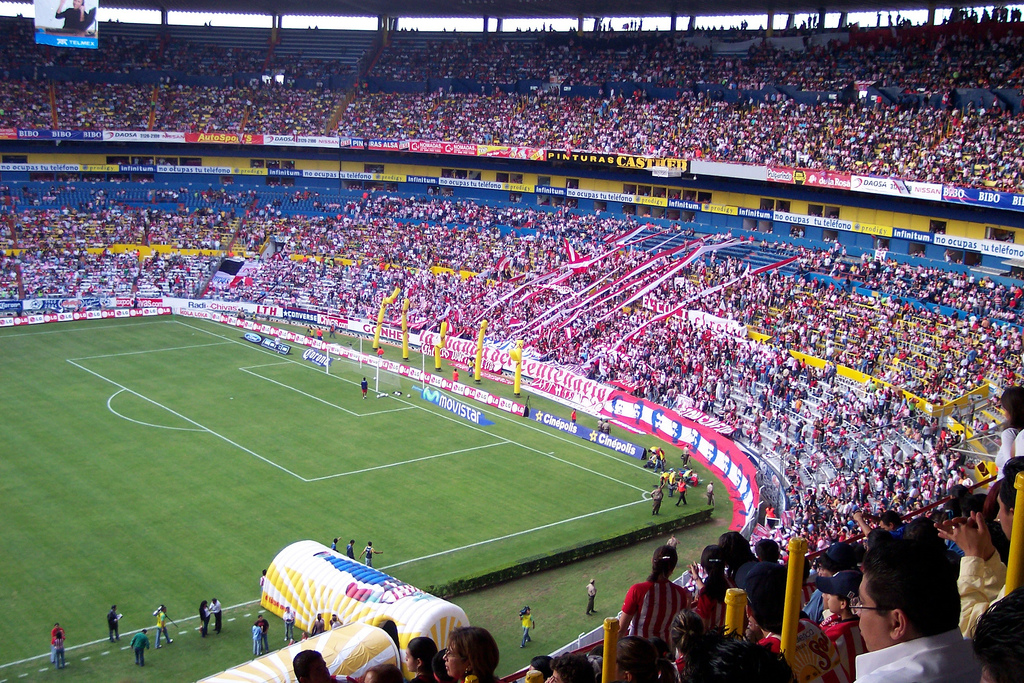
Das Estadio Jalisco diente 50 Jahre lang als Heimspielstätte beider Mannschaften, …

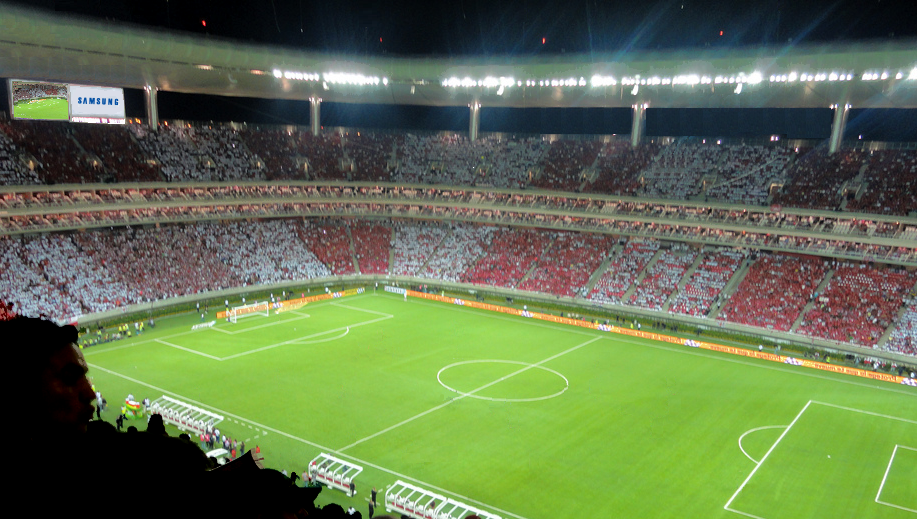
… bis Chivas im Sommer 2010 ins eigene
Estadio Omnilife umzog.

Ticket eines clásico tapatío mit dem
Estadio Jalisco im Hintergrund.

Ticket eines clásico tapatío mit einem Ziegenkopf, dem Maskottchen von Chivas.

Die ersten acht Spielzeiten der mexikanischen Profiliga (1943/44 bis 1950/51) war Atlas in der Abschlusstabelle stets vor dem Stadtrivalen platziert und krönte diese Phase mit dem Meistertitel der Saison 1950/51. Unmittelbar im Anschluss an den größten Erfolg der Vereinsgeschichte vollzog sich der Wandel. In der Saison 1951/52 schob sich Chivas (zweiter Platz) in der Abschlusstabelle erstmals vor Atlas (dritter Platz). Zwei Jahre später stieg Atlas zum ersten Mal aus der Primera División ab und verbrachte die Saison 1954/55 nur in der Segunda División. Zwar schaffte Atlas den unmittelbaren Wiederaufstieg, doch die Vorherrschaft in der Stadt mussten die Rojinegros (dt. die Rotschwarzen) in der kommenden Dekade den Rojiblancos (dt. die Rotweißen) überlassen, die in den zehn Jahren bis 1964/65 nicht nur stets besser platziert waren als Atlas, sondern die größte Epoche ihrer Vereinsgeschichte erlebten und in diesem Zeitraum sieben Meistertitel gewannen.
In den 1970er Jahren durchlebten beide Vereine ihre schlechteste Phase. Chivas landete meistens nur im Mittelfeld bzw. im unteren Bereich der Tabelle und erhielt in jenen Tagen den Spitznamen Chivas flacas (dt. schwächelnde Ziegen), während Atlas sogar zweimal abstieg (1971 und 1978), aber immerhin den umgehenden Wiederaufstieg schaffte.
Die 1980er und 1990er Jahre waren für beide Vereine ziemlich wechselhaft und auch, wenn Atlas gelegentlich erfolgreicher abschnitt als Chivas, konnten die Rojiblancos die größeren Erfolge erzielen und wurden je zweimal Meister (1986/87 und Verano 1997) und Vizemeister (1982/83 und 1983/84). Erstmals seit Einführung der Liguillas zu Beginn der 1970er Jahre gelang den Atlistas im Torneo Verano 1999 der Vorstoß ins Meisterschaftsfinale, das nach einem 3:3 und einem 2:2 allerdings im Elfmeterschießen gegen Deportivo Toluca verloren wurde.
Im Torneo Verano 2000 kam es erstmals zu einem Aufeinandertreffen der beiden Rivalen in den Liguillas, wo Chivas sich nach einem 0:0 und 1:1 nur aufgrund der in der regulären Saison mehr erzielten Punkte durchsetzen konnte.
Zum zweiten clásico tapatío in den Liguillas kam es im Viertelfinale der Apertura 2004. Diesmal konnte Atlas sich mit 1:0 und 3:3 durchsetzen, scheiterte aber im Halbfinale ebenso an den von Hugo Sánchez trainierten UNAM Pumas, die beide Meistertitel des Jahres 2004 gewannen, wie ein halbes Jahr zuvor der Stadtrivale Chivas.
Waren die beiden Stadtrivalen in den ersten Jahren des neuen Jahrtausends sportlich auf Augenhöhe, so erzielte Chivas in den zwölf Spielzeiten zwischen 2006 und 2011 stets das bessere Ergebnis und holte sich in der Apertura 2006 seinen elften Meistertitel. Erstmals in der Clausura 2012 konnte Atlas ein Turnier auf einem besseren Platz beenden, verpasste aber ebenso wie Chivas die Qualifikation für die Liguillas.
In zwölf Spielzeiten der Primera División gewann Chivas beide Derbys gegen Atlas (1961/62, 1964/65, 1967/68, 1969/70, 1970/71, 1986/87, 1994/95, 2006/07, 2007/08, 2018/19 2019/20 und 2023/24), Atlas gelang dies umgekehrt dreimal (1950/51, 1965/66 und 2000/01). In zehn Spielzeiten trennten sich beide Mannschaften remis, davon dreimal mit demselben Ergebnis: im Sonderturnier México 70 gab es jeweils ein 1:1 und in der Saison 1996/97 endeten beide Derbys 2:2. Das bisher einzige Mal, dass zwischen den Kontrahenten in beiden Punktspielen einer Saison keine Treffer fielen, war 1984/85, als beide Spiele 0:0 ausgingen.
Die erfolgreichste Siegesserie des Club Atlas fand in den Jahren 2000 und 2001 statt, als vier Derbys in Folge gewonnen wurden. Dem Club Guadalajara gelangen zwischen Sommer 2006 und Winter 2008 fünf Siege hintereinander.
Am längsten unbesiegt blieb Chivas in den 13 Derbys zwischen Sommer 1966 und Winter 1972. Die längste Serie ohne Niederlage für Atlas waren die neun Spiele zwischen Sommer 1998 und Sommer 2002.
Die folgende Tabelle listet alle Punktspiele in der mexikanischen Profiliga auf, in denen die beiden Mannschaften aufeinander trafen. Der Sieger ist immer in Fettdruck ausgewiesen. Es ist zu beachten, dass in einigen Fällen das Heimspiel falsch ausgewiesen wurde, es jedoch zu „echten“ Heimspielen erst seit der Saison 2010/11 kommt, als Chivas das eigene Estadio Omnilife bezog. Zuvor teilten sich beide Vereine zunächst den Parque Oblatos und seit 1960 das noch heute vom Club Atlas genutzte Estadio Jalisco.
| Saison    | Heimmannschaft | Auswärtsmannschaft | Ergebnis |
| --------- | -------------- | ------------------ | -------- |
| 1943/44   | Chivas         | Atlas              | 7:3      |
| 1943/44   | Atlas          | Chivas             | 3:1      |
| 1944/45   | Atlas          | Chivas             | 4:3      |
| 1944/45   | Chivas         | Atlas              | 3:1      |
| 1945/46   | Chivas         | Atlas              | 1:1      |
| 1945/46   | Atlas          | Chivas             | 2:0      |
| 1946/47   | Chivas         | Atlas              | 1:1      |
| 1946/47   | Atlas          | Chivas             | 2:1      |
| 1947/48   | Atlas          | Chivas             | 2:1      |
| 1947/48   | Chivas         | Atlas              | 2:2      |
| 1948/49   | Atlas          | Chivas             | 3:0      |
| 1948/49   | Chivas         | Atlas              | 3:1      |
| 1949/50   | Atlas          | Chivas             | 2:1      |
| 1949/50   | Chivas         | Atlas              | 2:1      |
| 1950/51   | Atlas          | Chivas             | 4:0      |
| 1950/51   | Chivas         | Atlas              | 0:1      |
| 1951/52   | Atlas          | Chivas             | 1:2      |
| 1951/52   | Chivas         | Atlas              | 1:1      |
| 1952/53   | Atlas          | Chivas             | 2:2      |
| 1952/53   | Chivas         | Atlas              | 0:1      |
| 1953/54   | Atlas          | Chivas             | 1:1      |
| 1953/54   | Chivas         | Atlas              | 5:1      |
| 1954/55   | kein Spiel     | Atlas in 2. Liga   |          |
| 1955/56   | Atlas          | Chivas             | 2:1      |
| 1955/56   | Chivas         | Atlas              | 3:0      |
| 1956/57   | Atlas          | Chivas             | 0:2      |
| 1956/57   | Chivas         | Atlas              | 0:2      |
| 1957/58   | Chivas         | Atlas              | 3:0      |
| 1957/58   | Atlas          | Chivas             | 2:0      |
| 1958/59   | Atlas          | Chivas             | 2:2      |
| 1958/59   | Chivas         | Atlas              | 3:2      |
| 1959/60   | Atlas          | Chivas             | 1:1      |
| 1959/60   | Chivas         | Atlas              | 0:0      |
| 1960/61   | Atlas          | Chivas             | 2:0      |
| 1960/61   | Chivas         | Atlas              | 3:1      |
| 1961/62   | Chivas         | Atlas              | 1:0      |
| 1961/62   | Atlas          | Chivas             | 2:3      |
| 1962/63   | Atlas          | Chivas             | 4:2      |
| 1962/63   | Chivas         | Atlas              | 0:0      |
| 1963/64   | Chivas         | Atlas              | 1:2      |
| 1963/64   | Atlas          | Chivas             | 0:3      |
| 1964/65   | Atlas          | Chivas             | 1:3      |
| 1964/65   | Chivas         | Atlas              | 2:1      |
| 1965/66   | Chivas         | Atlas              | 0:2      |
| 1965/66   | Atlas          | Chivas             | 2:0      |
| 1966/67   | Atlas          | Chivas             | 1:1      |
| 1966/67   | Chivas         | Atlas              | 2:2      |
| 1967/68   | Atlas          | Chivas             | 0:1      |
| 1967/68   | Chivas         | Atlas              | 2:0      |
| 1968/69   | Chivas         | Atlas              | 2:2      |
| 1968/69   | Atlas          | Chivas             | 0:0      |
| 1969/70   | Atlas          | Chivas             | 1:3      |
| 1969/70   | Chivas         | Atlas              | 5:1      |
| México 70 | Atlas          | Chivas             | 1:1      |
| México 70 | Chivas         | Atlas              | 1:1      |
| 1970/71   | Chivas         | Atlas              | 2:1      |
| 1970/71   | Atlas          | Chivas             | 1:2      |
| 1971/72   | kein Spiel     | Atlas in 2. Liga   |          |
| 1972/73   | Chivas         | Atlas              | 1:0      |
| 1972/73   | Atlas          | Chivas             | 2:1      |
| 1973/74   | Chivas         | Atlas              | 1:3      |
| 1973/74   | Atlas          | Chivas             | 1:2      |
| 1974/75   | Atlas          | Chivas             | 5:1      |
| 1974/75   | Chivas         | Atlas              | 2:2      |
| 1975/76   | Atlas          | Chivas             | 1:2      |
| 1975/76   | Chivas         | Atlas              | 1:2      |
| 1976/77   | Atlas          | Chivas             | 1:0      |
| 1976/77   | Chivas         | Atlas              | 1:1      |
| 1977/78   | Chivas         | Atlas              | 3:2      |
| 1977/78   | Atlas          | Chivas             | 1:1      |
| 1979/80   | Chivas         | Atlas              | 0:0      |
| 1979/80   | Atlas          | Chivas             | 0:4      |
| 1980/81   | Atlas          | Chivas             | 0:0      |
| 1980/81   | Chivas         | Atlas              | 1:2      |
| 1981/82   | Chivas         | Atlas              | 3:0      |
| 1981/82   | Atlas          | Chivas             | 1:0      |
| 1982/83   | Atlas          | Chivas             | 2:2      |
| 1982/83   | Chivas         | Atlas              | 1:1      |
| 1983/84   | Chivas         | Atlas              | 1:1      |
| 1983/84   | Atlas          | Chivas             | 3:5      |
| 1984/85   | Chivas         | Atlas              | 0:0      |
| 1984/85   | Atlas          | Chivas             | 0:0      |
| 1985/86   | Chivas         | Atlas              | 2:2      |
| 1985/86   | Atlas          | Chivas             | 2:1      |
| 1986/87   | Chivas         | Atlas              | 3:0      |
| 1986/87   | Atlas          | Chivas             | 1:2      |
| 1987/88   | Chivas         | Atlas              | 3:1      |
| 1987/88   | Atlas          | Chivas             | 1:1      |
| 1988/89   | Atlas          | Chivas             | 2:2      |
| 1988/89   | Chivas         | Atlas              | 3:0      |
| 1989/90   | Chivas         | Atlas              | 1:2      |
| 1989/90   | Atlas          | Chivas             | 1:1      |
| 1990/91   | Chivas         | Atlas              | 0:0      |
| 1990/91   | Atlas          | Chivas             | 1:0      |
| 1991/92   | Chivas         | Atlas              | 1:0      |
| 1991/92   | Atlas          | Chivas             | 2:2      |
| 1992/93   | Atlas          | Chivas             | 2:1      |
| 1992/93   | Chivas         | Atlas              | 1:1      |
| 1993/94   | Atlas          | Chivas             | 1:1      |
| 1993/94   | Chivas         | Atlas              | 0:0      |
| 1994/95   | Atlas          | Chivas             | 0:1      |
| 1994/95   | Chivas         | Atlas              | 2:1      |
| 1995/96   | Chivas         | Atlas              | 5:2      |
| 1995/96   | Atlas          | Chivas             | 2:0      |
| 1996/97   | Atlas          | Chivas             | 2:2      |
| 1996/97   | Chivas         | Atlas              | 2:2      |
| 1997/98   | Chivas         | Atlas              | 2:1      |
| 1997/98   | Atlas          | Chivas             | 3:2      |
| 1998/99   | Atlas          | Chivas             | 2:4      |
| 1998/99   | Chivas         | Atlas              | 1:1      |
| 1999/00   | Atlas          | Chivas             | 0:0      |
| 1999/00   | Chivas         | Atlas              | 1:3      |
| 2000/01   | Atlas          | Chivas             | 2:0      |
| 2000/01   | Chivas         | Atlas              | 2:3      |
| 2001/02   | Chivas         | Atlas              | 0:3      |
| 2001/02   | Atlas          | Chivas             | 1:1      |
| 2002/03   | Atlas          | Chivas             | 1:2      |
| 2002/03   | Chivas         | Atlas              | 1:3      |
| 2003/04   | Chivas         | Atlas              | 1:0      |
| 2003/04   | Atlas          | Chivas             | 1:1      |
| 2004/05   | Chivas         | Atlas              | 1:3      |
| 2004/05   | Atlas          | Chivas             | 2:3      |
| 2005/06   | Atlas          | Chivas             | 2:2      |
| 2005/06   | Chivas         | Atlas              | 0:3      |
| 2006/07   | Chivas         | Atlas              | 3:1      |
| 2006/07   | Atlas          | Chivas             | 0:2      |
| 2007/08   | Chivas         | Atlas              | 3:1      |
| 2007/08   | Atlas          | Chivas             | 0:2      |
| 2008/09   | Atlas          | Chivas             | 0:1      |
| 2008/09   | Chivas         | Atlas              | 0:1      |
| 2009/10   | Atlas          | Chivas             | 1:4      |
| 2009/10   | Chivas         | Atlas              | 0:2      |
| 2010/11   | Chivas         | Atlas              | 2:2      |
| 2010/11   | Atlas          | Chivas             | 1:1      |
| 2011/12   | Atlas          | Chivas             | 1:1      |
| 2011/12   | Chivas         | Atlas              | 0:1      |
| 2012/13   | Chivas         | Atlas              | 2:0      |
| 2012/13   | Atlas          | Chivas             | 1:0      |
| 2013/14   | Chivas         | Atlas              | 1:1      |
| 2013/14   | Atlas          | Chivas             | 1:1      |
| 2014/15   | Chivas         | Atlas              | 0:1      |
| 2014/15   | Atlas          | Chivas             | 1:1      |
| 2015/16   | Atlas          | Chivas             | 0:1      |
| 2015/16   | Chivas         | Atlas              | 1:0      |
| 2016/17   | Chivas         | Atlas              | 2:2      |
| 2016/17   | Atlas          | Chivas             | 1:2      |
| 2017/18   | Chivas         | Atlas              | 1:2      |
| 2017/18   | Atlas          | Chivas             | 1:0      |
| 2018/19   | Atlas          | Chivas             | 0:1      |
| 2018/19   | Chivas         | Atlas              | 3:0      |
| 2019/20   | Chivas         | Atlas              | 1:0      |
| 2019/20   | Atlas          | Chivas             | 1:2      |
| 2020/21   | Chivas         | Atlas              | 3:2      |
| 2020/21   | Atlas          | Chivas             | 0:1      |
| 2021/22   | Chivas         | Atlas              | 0:1      |
| 2021/22   | Atlas          | Chivas             | 1:1      |
| 2022/23   | Chivas         | Atlas              | 1:1      |
| 2022/23   | Atlas          | Chivas             | 3:3      |
| 2023/24   | Chivas         | Atlas              | 4:1      |
| 2023/24   | Atlas          | Chivas             | 0:1      |

### Liguillas
Fünfmal trafen die beiden Mannschaften in den an die Punktspielrunde der Meisterschaft anschließenden Liguillas aufeinander, wobei Chivas sich dreimal durchsetzen konnte.
| Saison        | Heimmannschaft | Auswärtsmannschaft | Ergebnis | Anmerkungen                                                        |
| ------------- | -------------- | ------------------ | -------- | ------------------------------------------------------------------ |
| Verano 2000   | Atlas          | Chivas             | 1:1      | Chivas setzte sich aufgrund der in der Punktspielrunde mehr        |
| Verano 2000   | Chivas         | Atlas              | 1:1      | erzielten Punkte durch und scheiterte im Halbfinale an Toluca.     |
| Apertura 2004 | Chivas         | Atlas              | 0:1      | Atlas führte im Rückspiel bereits nach 23 Minuten mit 3:0          |
| Apertura 2004 | Atlas          | Chivas             | 3:3      | und scheiterte im Halbfinale gegen die UNAM Pumas.                 |
| Clausura 2015 | Chivas         | Atlas              | 0:0      |                                                                    |
| Clausura 2015 | Atlas          | Chivas             | 1:4      | Chivas scheiterte im Halbfinale am späteren Meister Santos Laguna. |
| Clausura 2017 | Atlas          | Chivas             | 1:0      | Chivas setzte sich aufgrund der in der Punktspielrunde mehr        |
| Clausura 2017 | Chivas         | Atlas              | 1:0      | erzielten Punkte durch und feierte später seinen 12. Meistertitel. |
| Clausura 2022 | Chivas         | Atlas              | 1:2      | Atlas trat als Titelverteidiger an, setzte sich durch und          |
| Clausura 2022 | Atlas          | Chivas             | 1:1      | konnte seinen Titel anschließend erfolgreich verteidigen.          |
| Clausura 2023 | Atlas          | Chivas             | 1:0      | Chivas setzte sich aufgrund der mehr erzielten Punkte              |
| Clausura 2023 | Chivas         | Atlas              | 1:0      | in der Punktspielrunde durch.                                      |

## Derbys in anderen offiziellen Turnieren

### Pokalwettbewerb
Die Copa México war über Jahrzehnte hinweg das einzige Turnier, in dem Atlas mit vier Pokalsiegen, die zwischen 1946 und 1968 errungen wurden, eine bessere Bilanz vorzuweisen hatte als der Stadtrivale. Denn Chivas war im vergangenen Jahrhundert nur zweimal erfolgreich (1963 und 1970). Erst durch ihre jüngste Erfolgsserie, als sie in den Jahren 2015 bis 2017 insgesamt viermal das Pokalfinale erreichten und zwei weitere Erfolge feiern konnten, zog Chivas nach Titelgewinnen mit dem Stadtrivalen gleich. Trafen die beiden Kontrahenten in einer K.O.-Runde aufeinander, konnte Chivas sich viermal durchsetzen (im Viertelfinale 1947/48, im Achtelfinale 1950/51, im Viertelfinale 1963/64 und im Achtelfinale der Apertura 2017), während Atlas zweimal (im Achtelfinale 1948/49 und im Halbfinale 1995/96) die Oberhand behielt. Im direkten Vergleich aller Pokalderbys liegt Chivas mit neun Siegen gegenüber sieben Erfolgen von Atlas vorn.
Alle Ergebnisse des clásico tapatío im mexikanischen Pokalwettbewerb seit Einführung des Profifußballs in Mexiko:
| Saison   | Heimmannschaft | Auswärtsmannschaft | Ergebnis |
| -------- | -------------- | ------------------ | -------- |
| 1942/43  | Atlas          | Chivas             | 3:1      |
| 1943/44  | Atlas          | Chivas             | 1:1      |
| 1943/44  | Chivas         | Atlas              | 1:2      |
| 1944/45  | Chivas         | Atlas              | 1:2      |
| 1947/48  | Chivas         | Atlas              | 1:0      |
| 1948/49  | Atlas          | Chivas             | 3:0      |
| 1950/51  | Chivas         | Atlas              | 3:0      |
| 1951/52  | Atlas          | Chivas             | 2:2      |
| 1951/52  | Chivas         | Atlas              | 1:1      |
| 1952/53  | Chivas         | Atlas              | 1:1      |
| 1952/53  | Atlas          | Chivas             | 0:1      |
| 1959/60  | Chivas         | Atlas              | 2:2      |
| 1959/60  | Atlas          | Chivas             | 4:1      |
| 1963/64  | Atlas          | Chivas             | 0:2      |
| 1963/64  | Chivas         | Atlas              | 2:2      |
| 1964/65  | Chivas         | Atlas              | 2:1      |
| 1964/65  | Atlas          | Chivas             | 5:1      |
| 1973/74  | Chivas         | Atlas              | 3:0      |
| 1995/96  | Atlas          | Chivas             | 4:2      |
| 1995/96  | Chivas         | Atlas              | 1:0      |
| 1996/97  | Chivas         | Atlas              | 4:1      |
| Ape 2017 | Chivas         | Atlas              | 1:0      |

### InterLiga und Pre Libertadores
Zweimal trafen die beiden Mannschaften in Qualifikationsturnieren zur Teilnahme an der Copa Libertadores aufeinander:
| Turnier               | Datum      | Austragungsort | Team 1 | Team 2 | Ergebnis |
| --------------------- | ---------- | -------------- | ------ | ------ | -------- |
| Pre Libertadores 2000 | 01.09.1999 | Chicago        | Chivas | Atlas  | 2:2      |
| InterLiga 2009        | 06.01.2009 | Frisco         | Chivas | Atlas  | 3:1      |

## Besondere Derbys

### Das erste Derby wurde abgebrochen
Der erste Clásico Tapatío fand nur einen Monat nach Gründung des Club Atlas im Rahmen eines Freundschaftsspiels statt. Austragungsort war der erste Sportplatz von Atlas, der sich an der Avenida Vallarta, in unmittelbarer Nähe des alten Country Clubs von Guadalajara, befand. Die am 15. September 1916 ausgetragene Begegnung wurde beim Stand von 0:0 wegen fehlender Garantien vorzeitig beendet und mit folgenden Mannschaften bestritten:
- Atlas: Alfonso Cortina – Luis García Aguilar, Juan José Cortina – Federico Ochoa Reyes, Rafael Antonio Orendáin, Francisco Quintero – Ernesto Navarro, Federico Collignon, Pedro Fernández del Valle, Carlos Fernández del Valle, Tomás Orendáin.[10]

- Guadalajara: Juan Rodríguez – Agustín Gallardo, Ángel Bolumar, Gregorio Orozco, José Espinosa, J. Macías, Julio Bidart, Salvador Palafox, Jesús Orozco, Everardo Espinosa, Rafael Higinio Orozco.

### Atlas´ erster Meistertitel und ein tragischer Zwischenfall
Am vorletzten Spieltag der Saison 1950/51 kam es zu einem Clásico Tapatío, bei dem Atlas die Chance hatte, erstmals die mexikanische Fußballmeisterschaft zu gewinnen, was dem Verein an diesem 22. April 1951 durch einen 1:0-Sieg gegen den Erzrivalen auch gelang. Bis zum nächsten Meistertitel musste die Mannschaft mehr als 70 Jahre lang warten. Dem entscheidenden Tor per Strafstoß zum ersten Titelgewinn ging allerdings eine zweifelhafte Schiedsrichter-Entscheidung voraus, die die Emotionen beim Club Deportivo Guadalajara hochkochen ließ; sowohl bei den Aktiven auf dem Rasen als auch bei den Fans auf der Tribüne. Dabei regte sich der aus Katalonien stammende ehemalige Chivas-Spieler und Funktionär Ángel Bolumar so sehr über diesen Strafstoß auf, dass er aufgrund eines Herzversagens auf der Tribüne des Parque Felipe Martínez Sandoval verstarb.

### Als Tubo Gómez während des Spiels in einem Buch las
Nachdem beide Mannschaften zu den Gründungsmitgliedern der 1943/44 eingeführten Profiliga gehörten und Atlas 1951 seinen ersten Meistertitel erzielt hatte, stiegen die Rojinegros am Ende der Saison 1953/54 ab und verbrachten die Saison 1954/55 in der zweiten Liga. Somit standen sich die beiden Stadtrivalen erstmals nicht in einem Punktspiel gegenüber, dafür aber im am 24. April 1955 ausgetragenen Finale um die Copa Oro de Occidente. Der Leistungsunterschied zwischen dem Erst- und Zweitligisten (der aber bereits den unmittelbaren Wiederaufstieg geschafft hatte) war so groß, dass der CD Guadalajara bereits nach sieben Minuten mit 3:0 in Führung lag. Aus ihrer Frustration über den aussichtslosen Rückstand fingen die Atlas-Fans hinter dem Tor von Guadalajaras Torhüter „Tubo“ Gómez an, diesen zu beleidigen. Gómez reagierte auf eine Weise, die die Wut der Atlas-Fans noch weiter steigerte. Um ihnen zu zeigen, dass ihre Stürmer für ihn sowieso keine Gefahr darstellten, setzte er sich an einen Torpfosten und begann, in einem Buch zu blättern. Seine zur Schau gestellte Selbstsicherheit sollte sich bewahrheiten, denn am Ende gewann seine Mannschaft souverän 5:0 und er hatte seinen Kasten auch lesend sauber gehalten.

### Ein Derby mit Nachwirkungen
Das am 22. März 2014 im Estadio Jalisco ausgetragene Stadtderby brachte die in Mexiko seit einem Jahr schwelende Diskussion über angedachte Strafverschärfungen gegen Fußballgewalttäter erneut in Gang.
Schon vor dem Spiel war die Atmosphäre angespannt, als die Chivas-Fans ihren Gegner mit Gesängen und Transparenten verunglimpften. Während des Spiels verhöhnten sie ihre Gegner mit Gesängen wie: „Ein halbes Jahrhundert ohne Meistertitel, oh Ihr Versager“.
Während diese Provokationen noch verbaler Natur waren, eskalierte die Situation in der Schlussphase des Spiels, das durch die Tore von Aldo de Nigris (für Chivas in der 8. Minute) und José María Ortigoza (72. Minute) 1:1 endete. Die Auseinandersetzung begann, als Chivas-Fans im Oberrang Leuchtraketen abfeuerten und Feuerwerkskörper in den Unterrang warfen, wo sich ebenfalls Chivas-Fans aufhielten. Als die Polizei einschreiten wollte, sah sie sich einer gewalttätigen Übermacht von Chivas-Fans gegenüber, die die Polizisten umzingelte und verprügelte. Bei der Prügelei wurden fünf Polizisten verletzt, zwei davon schwer.

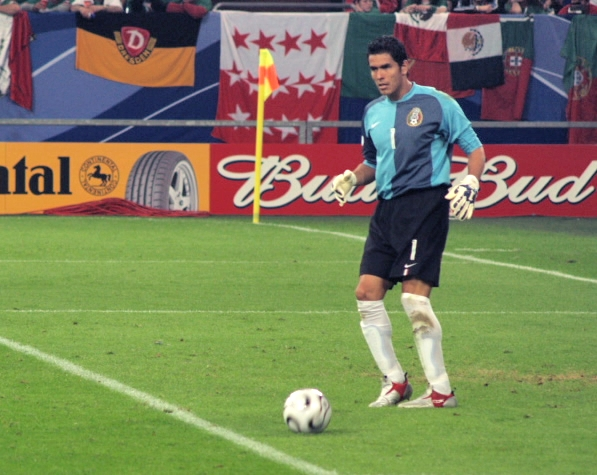
Atlas’ Nachwuchstalent Oswaldo Sánchez war Nationaltorhüter bei der
WM 2006 und im selben Jahr mit Chivas Meister.

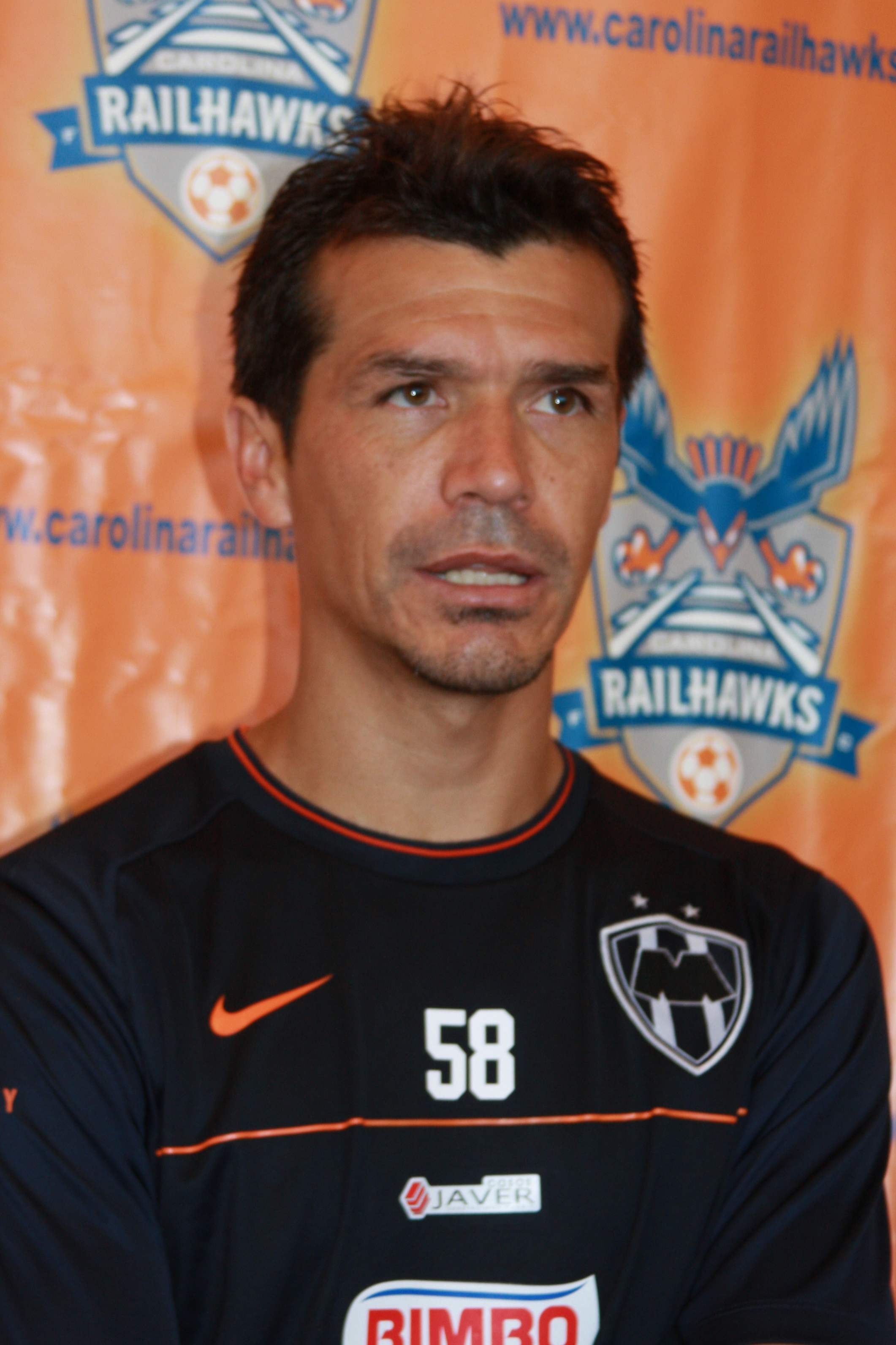
Atlas’ Eigengewächs Jared Borgetti war der erfolgreichste Torjäger Mexikos bei der WM 2002, doch bei Chivas blieb er ohne Torerfolg.

Im Anschluss an diese gewalttätige Aktion wurden acht Personen festgenommen. Sechs von ihnen wurden wegen versuchten Mordes, schwerer Körperverletzung und Angriffs gegen die Staatsgewalt angeklagt. Ihnen drohen Haftstrafen bis zu 20 Jahren.
Andere Quellen beziffern die Anzahl der Verletzten mit acht Polizisten und dreißig Zuschauern. Außerdem sei es zu 17 Verhaftungen gekommen und das Estadio Jalisco aus Sicherheitsgründen vorerst geschlossen worden.

## Spieler, die bei beiden Vereinen unter Vertrag standen
Eine Reihe von Spielern, von denen viele sogar aus dem Nachwuchsbereich einer der beiden Vereine kamen, trug die Trikots beider Rivalen. Nachstehend seien nur einige der Bekanntesten genannt.
Zwei der frühesten Beispiele sind die WM-Teilnehmer von 1950, Rodrigo Ruiz und Max Prieto. Der aus dem Nachwuchs von Atlas stammende Ruiz spielte von 1938 bis 1944 für die Rojinegros, ehe er zwischen 1946 und 1951 die Fußballstiefel für die Rojiblancos schnürte. Der bei Chivas ausgebildete Prieto war den umgekehrten Weg gegangen. Er begann seine Laufbahn beim Club Guadalajara, für den er elf Jahre lang tätig war, und beendete sie in Diensten der Atlistas.
Beide Spieler waren auch noch für einen dritten Verein der Stadt – in diesem Fall den Club Deportivo Oro – tätig. Auch einige andere Spieler waren außerdem bei einem dritten Profiverein der Stadt unter Vertrag: der Nationaltorwart bei den WM-Turnieren von 1966 und 1970, Ignacio Calderón, stand nach seiner Ausbildung bei den Chivistas von 1962 bis 1975 beim Club Guadalajara unter Vertrag, ehe er zur Fußballmannschaft der Universidad de Guadalajara wechselte und 1980 seine aktive Laufbahn bei den Rojinegros beendete. Auch der bei Chivas ausgebildete WM-Teilnehmer von 1986, Fernando Quirarte, spielte nicht nur für Chivas (1976 bis 1987) und Atlas (1987/88), sondern anschließend noch zwei Jahre für Universidad de Guadalajara, in deren Diensten er seine aktive Laufbahn 1990 beendete. Quirarte fungierte später auch als Trainer der beiden großen Rivalen von Guadalajara; 2002/03 bei Atlas und 2011/12 bei Chivas. Auch der in den Salón de la Fama del estado de Jalisco aufgenommene Daniel Guzmán stand sowohl als Spieler als auch als Trainer bei beiden Vereinen unter Vertrag und begann seine aktive Laufbahn zuvor bei Universidad de Guadalajara. Der bei Atlas ausgebildete Juan Pablo Rodríguez spielte zwischen seinen Stationen bei Atlas (1997 bis 2003) und Chivas (2006) für den Nachbarverein Tecos de la UAG.
Weitere bekannte Namen aus dem Nachwuchsbereich von Atlas sind Jaime Pajarito (er wechselte 1980 von Atlas direkt zu Chivas) und Sergio Pacheco, der insgesamt zehn Jahre bei den Atlistas spielte und nur eine Saison (1996/97) bei Chivas, dort aber den einzigen Meistertitel seiner Laufbahn feiern durfte. Den jüngeren Fußballfans hierzulande noch am bekanntesten dürften die langjährigen Nationalspieler Oswaldo Sánchez und Jared Borgetti sein, die ebenfalls aus dem Nachwuchsbereich der Rojinegros kamen und später auch für die Rojiblancos spielten.